# 王妨
王妨（？—18年），新朝宗室，西汉外戚，王莽之孫女，王宇之女。

## 生平
汉平帝元始三年（公元3年），王宇、呂宽希望王莽迎汉平帝母中山太后到長安，王莽将王宇下狱，命他服毒自杀。王妨嫁给衛将軍王興为妻，王興原来是城门令史，因为名字符合哀章进献的符命，封奉新公。她的姐妹嫁给孺子婴。天鳳五年（18年），王妨的弟弟王宗穿着天子的衣服，戴着天子的冠冕，给自己画了一幅像。事发，王宗自杀。王妨被指控祈祷鬼神给她婆母降灾，为了灭口又杀死婢女，事发，王妨与王兴都自杀了。